# Masdevallia pumila
Masdevallia pumila es una especie de orquídea epífita originaria del sur de Colombia a Bolivia central.

## Descripción
Es una orquídea de pequeño tamaño que prefiere el clima cálido al frío, es de hábitos epífitas con un tallo negruzco, erecto, delgado y envuelto basalmente de 2 a 3 vainas delgadas, tubulares con una sola hoja apical, erecta, coriácea, estrechamente elíptica, hoja aguda que se estrecha gradualmente en el pecíolo. Florece con una flor solitaria en una semi-inflorescencia colgante que aparece con una funda delgada cerca de la base y una delgada, bráctea floral tubular. La floración se produce en el invierno y la primavera.

## Distribución y hábitat
Se encuentra en Colombia, Ecuador, Bolivia y Perú en los bosques húmedos montanos en los troncos de los árboles en alturas de 500 hasta 2350 metros

## Sinonimia
- Masdevallia filamentosa Kraenzl.
- Masdevallia grandiflora C.Schweinf.
- Masdevallia tenuipes Schltr. 1920[1][2]